# 孫詠雩
孙咏雩（1877年—1934年），名锦，是清末民初蘇州的一位昆曲家，工副净，曾任昆劇傳習所所長。
他本是蘇州道和曲社成員，也擔任過苏州商团团长，1909年籌建苏城救火联合会，在蘇州名流中有一定的聲望。其子孙卓人在昆劇傳習所成立之後擔任了文化教員。
1934年在临顿路朋友家吃饭时因脑溢血逝世，之後葬在蘇州上方山山下。